# Hydnophytum buxifolium
Hydnophytum buxifolium är en måreväxtart som beskrevs av Elmer Drew Merrill och Lily May Perry. Hydnophytum buxifolium ingår i släktet Hydnophytum och familjen måreväxter. Inga underarter finns listade i Catalogue of Life.